# Populärmusik
Populärmusik är en musikalisk genrebeteckning som använts sedan 1800-talet. Den syftar på en musikstil som är mer lättillgänglig än mer anspråksfull musik (så kallad konstmusik).
Populärmusik ställs således ofta som en kontrast till de två andra huvudgenrerna inom västerländsk musik – konstmusik och folkmusik – och ordet "populär" har därför stundtals fått en negativ klang. Sedan 1970-talet har populärmusikaliska genrer dock fått utrymme inom kulturpolitiken och inom högre musikutbildning. Stilistiskt är gränserna mellan populärmusik, konstmusik och folkmusik flytande.
Popmusik eller bara pop är etymologiskt en förkortning av populärmusik. Som begrepp myntades den i svenskt språkbruk under 1960-talet som en ersättning för 1950-talets rock och som en överordnad benämning för populär ungdomsmusik. Även de nya stilar (The Beatles, Rolling Stones med flera) som växte fram under 1960-talet betecknades då som pop.